# آرداک گریگوریان (بازیکن فوتبال، زاده ۱۹۸۷)
آرداک گارگینی گریگوریان (ارمنی: Արտակ Գարեգինի Գրիգորյան؛ زادهٔ ۱۹ اکتبر ۱۹۸۷ در ایروان) یک بازیکن فوتبال در پست هافبک اهل ارمنستان است.

## باشگاهی
از باشگاه‌هایی که در آن بازی کرده‌است می‌توان به آلاشکرت، میکا، گاندزاسار، اولیس و آرارات ایروان اشاره کرد.

## تیم ملی
وی همچنین یک بازی ملی برای تیم ملی فوتبال ارمنستان انجام داده‌است. گریگوریان نخستین بازی ملی خود را که یک بازی دوستانه بود در تاریخ ۱۱ اوت ۲۰۱۰ در ایروان در مقابل ایران انجام داده‌است.

### آمار تیم ملی
تا تاریخ match played 1۸ نوامبر ۲۰۱۹
| تیم ملی                 | سال   | بازی ها | گل‌ها |
| ----------------------- | ----- | ------- | ---- |
| تیم ملی فوتبال ارمنستان | ۲۰۱۰  | ۱       | ۰    |
| تیم ملی فوتبال ارمنستان | ۲۰۱۱  | ۰       | ۰    |
| تیم ملی فوتبال ارمنستان | ۲۰۱۲  | ۰       | ۰    |
| تیم ملی فوتبال ارمنستان | ۲۰۱۳  | ۰       | ۰    |
| تیم ملی فوتبال ارمنستان | ۲۰۱۴  | ۰       | ۰    |
| تیم ملی فوتبال ارمنستان | ۲۰۱۵  | ۱       | ۰    |
| تیم ملی فوتبال ارمنستان | ۲۰۱۶  | ۳       | ۱    |
| تیم ملی فوتبال ارمنستان | ۲۰۱۷  | ۶       | ۰    |
| تیم ملی فوتبال ارمنستان | ۲۰۱۸  | ۶       | ۰    |
| تیم ملی فوتبال ارمنستان | ۲۰۱۹  | ۹       | ۰    |
| مجموع                   | مجموع | ۲۶      | ۱    |

تا تاریخ goal scored on 1۱ نوامبر ۲۰۱۶
Scores and results list Armenia's goal tally first, score column indicates score after each Armenian goal.

### گل‌های زده تیم ملی
| شماره | تاریخ          | ورزشگاه                                          | حریف      | گل زده | نتیجه | رقابت                                              | منبع |
| ----- | -------------- | ------------------------------------------------ | --------- | ------ | ----- | -------------------------------------------------- | ---- |
| ۱     | ۱۱ نوامبر ۲۰۱۶ | ورزشگاه جمهوریت وازگن سارگسیان، ایروان، ارمنستان | مونته‌نگرو | ۲–۱    | ۳–۲   | مرحله مقدماتی جام جهانی فوتبال ۲۰۱۸ – گروه E اروپا |      |